# Невинні в Парижі
«Невинні в Парижі» (англ. Innocents in Paris) — британська пригодницька комедія 1953 року.

## Сюжет
Декілька іноземців летять з Лондона у Париж, щоб провести там вихідні. У Парижі кожного з них чекають неймовірні пригоди.

## У ролях
| Актор              | Роль                   |
| ------------------ | ---------------------- |
| Аластер Сім        | сер Норман Баркер      |
| Рональд Шайнер     | Діккі Берд             |
| Клер Блум          | Сьюзен Роббінс         |
| Маргарет Рутерфорд | Гвіледіс Інглот        |
| Клод Дофін         | Макс де Лонне          |
| Джиммі Едвардс     | капітан Джордж Стилтон |
| Джеймс Коупленд    | Енді МакГрегор         |
| Габі Брюйер        | Джозетт                |
| Моніка Жерар       | Реймонд                |
| Пітер Іллінг       | Панітов                |
| Лоуренс Гарві      | Франсуа                |

| Актор          | Роль              |
| -------------- | ----------------- |
| Колін Гордон   | митний службовець |
| Кеннет Коув    | Бейкерстафф       |
| Філіп Стейнтон | Ноббі Кларке      |
| Пітер Джонс    | Ленгтон           |
| Стрінгер Девіс | Арбутнот          |
| Річард Воттіс  | секретар          |
| Луї де Фюнес   | Селестін          |
| Жоржетт Аніс   | мадам Селестін    |
| Альбер Дінан   | швейцар           |
| Крістофер Лі   | лейтенант Вітлок  |